# Thạch sùng đuôi thùy
Thạch sùng đuôi thùy (danh pháp khoa học: Gekko lionotum) là một loài bò sát trong chi Gekko, họ Tắc kè.

## Đặc điểm sinh học
Thạch sùng đuôi thùy có chiều dài đầu mũi đến chót đuôi 25 cm, đuôi dài 10 cm, ngón chân trước đầu tiên tách hẳn khỏi lớp da dọc theo cẳng tay.(ảnh so sánh thạch sùng đuôi thùy với Gekko trinotaterra) Hai bên đuôi có hình răng cưa và được xẻ sâu với 9 - 15 răng cưa (những cá thể bị đứt đuôi tái sinh lại hầu như không thấy phần răng cưa xuất hiện).
Thạch sùng đuôi thùy hoạt động, kiếm ăn về đêm và thường sống chung với các loài thạch sùng khác. Khi bị rượt đuổi, chúng thường nhảy xuống và dùng màng da dưới chân, bụng dang rộng để lượn qua cây khác, hoặc ít nhất là tránh cho khỏi ngã, Thức ăn của loài này chưa được xác định nhưng có thể thức ăn của chúng là các loài côn trùng nhỏ.

## Phân loại

### Phức hợp loài
Nghiên cứu công bố năm 2019 của Grismer et al. cho thấy P. lionotum nghĩa rộng (sensu lato) như định nghĩa từ năm 2019 trở về trước là một phức hợp loài và khi coi là một loài thì nó là cận ngành với P. popaense. Để giải quyết tính đơn ngành, các tác giả đã tách P. lionotum nghĩa rộng thành 4 loài như sau:
- Ptychozoon cicakterbang: Từ Malaysia bán đảo tới đảo Natuna Besar, Indonesia.
- Ptychozoon kabkaebin: Đặc hữu miền bắc và miền trung Lào.
- Ptychozoon tokehos: Từ miền nam Thái Lan về phía nam tới eo đất Kra, về phía bắc tới Chiang Mai, diềm quanh lưu vực sông Chao Phraya và lan rộng qua Campuchia đến miền nam Việt Nam. Vì thế tên gọi thạch sùng đuôi thùy tốt nhất nên dành cho loài này.
- Ptychozoon lionotum nghĩa hẹp (sensu stricto): Từ tây bắc Lào qua miền nam Myanmar đến miền đông Ấn Độ.

### Địa vị của chiPtychozoon
Nghiên cứu năm 2012 của Brown et al. cho thấy Ptychozoon lồng sâu trong chi Gekko. Để đảm bảo tính đơn ngành của chi Gekko với sự đa dạng loài lớn hơn và phổ biến rộng hơn, người ta đã gộp toàn bộ các loài trong chi Ptychozoon vào Gekko và giáng cấp nó xuống thành phân chi cùng tên trong chi Gekko. Như thế, danh pháp của 4 loài trong phức hợp loài P. lionotum sẽ đổi tương ứng thành Gekko cicakterbang, Gekko kabkaebin, Gekko tokehos và Gekko lionotum.

## Phân bố
Thạch sùng đuôi thùy có thể tìm thấy tại Campuchia; Ấn Độ (Mizoram); Lào; Malaysia (Bán đảo Mã Lai); Myanmar; Thái Lan; Việt Nam